# Ewa Fiszer
Ewa Fiszer-Ivens (ur. 20 grudnia 1926 w Warszawie, zm. 15 stycznia 2000) – polska poetka oraz tłumaczka literatury anglojęzycznej i (w latach 70. i 80.) francuskiej.
Studiowała filologię polską na Uniwersytecie Warszawskim. W roku 1944 była łączniczką AK w powstaniu warszawskim. Debiutowała w 1946 r. na łamach dwutygodnika „Życie Literackie” (Poznań) jako poetka. W latach 1950–1951 była członkiem redakcji tygodnika „Nowa Kultura”.

## Twórczość
- Doświadczenia (poezje)
- Trzecia rano (poezje)

## Tłumaczenia
- John Fowles Mag
- twórczość Lucy Maud Montgomery (Opowieści z Avonlea, seria o Pat, Jana ze Wzgórza Latarni i inne)
- Jack London Zew krwi
- Wole Soyinka Interpretatorzy
- Sylvia Plath (wiersze: Lady Łazarz, Wiąz, Owce we mgle, Śmierć i spółka)